# Rok Klopčič
Rok Klopčič (27 gennaio 1933 – 6 giugno 2010) è stato un violinista, musicologo e docente sloveno.

## Biografia
Nato a Lubiana il 27 gennaio 1933, era figlio dello scrittore e poeta Mile Klopčič (1905 – 1984), nipote del politico France Klopčič (1903- 1986) e fratello del regista Matjaž Klopčič (1934 – 2007). Frequentò i corsi musicali a Ossiach e Ragusa di Dalmazia e per due anni il Royal College di Londra sotto la guida di Max Rostal. Al termine degli studi, nel 1956 si diplomò presso l'Akademija za Glasbo (Accademia di Musica) di Lubiana. Intraprese la carriera concertistica e nel 1962 divenne professore di violino presso l'Accademia musicale lubianese. Ha suonato con l'Orchestra Filarmonica Slovena in concerti in patria e all'estero, registrato dischi affrontando un vasto repertorio da Antonio Vivaldi a César Franck, Antonín Dvořák e Maurice Ravel (con le Edizioni discografiche Schirmer ha registrato più di una ventina di opere del repertorio violinistico), nonché in recital accompagnato tra gli altri dal pianista Marijan Lipovšek (1910 – 1995). È stato anche musicologo e ha affrontato le questioni teoriche e pratiche del violino in convegni e pubblicazioni, scrivendo anche sul The Strad Magazine di Londra. È morto il 6 giugno 2010.